# École nationale supérieure des sciences de la mer et de l'aménagement du littoral
 (décembre 2020).
L'École nationale supérieure des sciences de la mer et de l'aménagement du littoral (ENSSMAL) est une école supérieure (établissement d'enseignement supérieur) publique algérienne de formation en sciences de la mer et du littoral, basé au niveau de la commune de Dely Ibrahim, à Alger en Algérie.

## Historique
L'École Nationale Supérieure des Sciences de la Mer et de l'Aménagement du Littoral  est une institution de formation et de recherche dans les domaines de l'océanographie, de l'aménagement et de la gestion du littoral en Algérie. Située dans le grand campus universitaire de Dély Ibrahim, qui regroupe l'université d'Alger, l'université de la formation continue, des cités universitaires.

## Création
La création de l'ENSSMAL en 2008 est la consécration d'un long processus dans la formation et la recherche océanographique en Algérie. En effet, un laboratoire maritime a été créé dès 1882 par le zoologiste Viguier, qui est devenu la "Station Maritime de l'Université" en 1886. En 1941, le Professeur Bernard a développé cette station en augmentant son potentiel scientifique et matériel. En 1964, cette station est devenue l'Institut d'Océanographie d'Alger et un D.E.A en biologie marine a été créé en 1965. En 1975, cet institut est devenu le Centre de Recherche Océanographique et des Pêches (C.R.O.P.), puis en 1983, l'ISMAL a été créé pour se substituer au C.R.O.P., avec pour mission principale la recherche et la formation en sciences de la mer. En 2002, l'ISMAL s'est doté d'un siège au niveau du campus universitaire de Dely-Ibrahim d'une capacité de 1000 places pédagogiques avec une station de recherche à Sidi Fredj. Enfin, en 2008, l'ENSSMAL a été créée pour se substituer à l'ISMAL, avec pour mission d'œuvrer pour s'ouvrir sur le monde de la qualité et s'inscrire dans le concert de l'excellence dans le domaine des sciences et techniques de la mer.

## Objectifs
Les objectifs fixés par l'ENSSMAL s'inscrivent dans une large perspective de développement des sciences de la mer et des applications qui en découlent en Algérie. Ils visent notamment à la formation supérieure des cadres et chercheurs pour la gestion des ressources marines et de la mise en valeur des zones côtières, à la participation au développement socio-économique par la production de données scientifiques marines, à la contribution à la dynamisation de la recherche océanographique en renforçant et en consolidant la coopération avec les institutions nationales, régionales et internationales, ainsi qu'à la valorisation des résultats de la recherche scientifique et la diffusion de l'information scientifique et technique.

## Admission
L'entrée à l'école est ouverte à tous les bacheliers.

## Formations
L'ENSSMAL propose des parcours de formations pluridisciplinaires du niveau de la graduation (Ingéniorat) et de la post-graduation (Magister et Doctorat). Son staff d'encadrement, ses programmes de formation et de recherche, ainsi que son rapport étroit avec le secteur socio-économique national et les partenaires de la coopération étrangère sont la base de sa performance et de sa réussite, lui permettant de s'ouvrir sur le monde de la qualité et de l'excellence dans ses domaines de compétence.